# Тера сигилата
Тера сигилата (лат. terra sigillata - печаћена земља) је типична врста луксузне римске керамике, која се јавила крајем 1. века п. н. е, карактеристичне по црвеној превлаци и рељефним односно печаћеним украсом.
Тера сигилата се производила у радионицама у Италији, Галији, Германији, а у доба Антонина и у Британији, а постојала је и локална производња у Шпанији, Африци и Панонији.
Тера сигилата је имала своје претече на истоку. Хеленистичка рељефна керамика произведена у Кампанији, затим пергамска, самоска и Чандарли керамика утицале су на стварање римске тера сигилате.

## Облици
Посуде тера сигилате су углавном малих димензија и разноврсних облика. Прву детаљну поделу дао је Ханс Драгендорф 1895. године. Његова подела на 55 типова и данас је основна класификација ове керамике.
Аретинске и јужногалске посуде имају облик металног прототипа, попут плитке зделе на нози са фино детаљисаним профилом, а карактеристичан облик италске тера сигилате су пехар на нози и здела на нози. Мали пехари су аретинског порекла. У позном периоду карактеристична је здела са профилацијом на трбуху, која се производила у средњегалским и источногалским радионицама позног 2. века.

## Орнамент
Према начину украшавања тера сигилата се дели на украшену и неукрашену или глатку тера сигилату. Посуде су украшаване рељефом који је добијан тако што су прављени калупи са печатима. Овако украшена тера сигилата је најчешћа, али се такође јављају и барботин на најједноставнијим облицима посуда, затим урези, који подржавају технику рада у стаклу, и апликације.
Производња неукрашене (глатке) тера сигилате била је велика, јер је прибор за ручавање у доба раног Царства чинило 6 тањира, 6 здела и 3 шоље. Велики број неукрашених посуда има печат мајстора, који је представљало гаранцију занатлије.
Украшене посуде имају печат у облику орнамента.

## Аретинска тера сигилата
У средњој Италији, у данашњем Арецу налазила се најпродуктивнија радионица ове врсте керамике на италском тлу, која врхунац достиже у време Августа и Тиберија, током чије владавине неукрашено посуђе добија лако утиснути орнамент и скромну рељефну декорацију, као и печат у облику стопала (лат. planta pedis). 
У почетку је била црне боје, да би касније, под утицајем оријенталаца и грчких мајстора била уведена црвена превлака. Развој аретинске сигилате био је убрзан падом Алексндрије 29. године п. н. е.
Најпознатији лончари аретинске сигилате били су Кердо Марко Переније, Марко Переније Тигран, Расиније и Гнеј Атеј.
Најчешћи облици били су: пехари (лат. calix) и тањири разних димензија са оштро профилисаним ободом и стопом.
Аретинска сигилата има лагане и танке зидове, земља је бледе боје, превлака је одличног квалитета. Украс је распоређен веома добро, вешто је компонован и делује лепо и усклађено.
Млађа фаза аретинске тера сигилате се назива паданском или северноиталском, јер се производња преселила на север, где је у долини реке По настало више центара. Карактеристчни облици су зделе, скромно украшене аплицираним маскама, малим еротима, розетама или спиралама. Печат у облику стопе је са унутрашње стране.

## Провинцијска тера сигилата
Радионице тера сигилате постојале су у Галији, Германији, Шпанији, Британији, Ретији, Норику и Панонији. Производња се развила после опадања аретинске сигилате и трајала је до 4. века.
Најранији центри су се налазили у јужној Галији, поред данашњег Тулуза.
Разлике између аретинске и провинцијске сигилате огледају се у техници производње и начину украшавања, изостају печати у облику стопала, натпис је цео или у скраћеном облику, име лончара је у првом или другом падежу.